# Cameron Corner

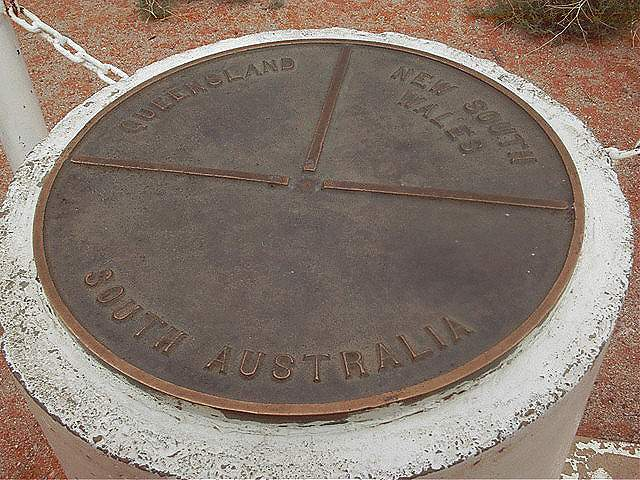
Le sommet du poteau de Cameron Corner

Les quatre "corners" d'Australie : le Cameron Corner est en rouge.

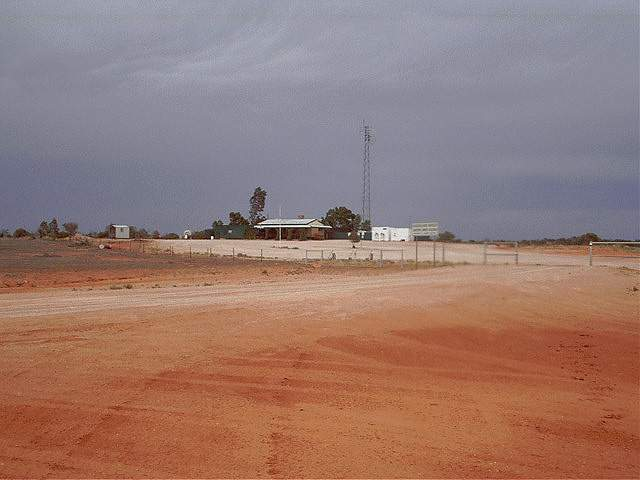
Magasin et Dingo Fence à Cameron corner

Cameron Corner est, dans l'Outback australien, le tripoint à la convergence des frontières entre l'Australie-Méridionale, le Queensland et la Nouvelle-Galles du Sud. Il est situé sensiblement à 1 400 kilomètres à l'ouest de Brisbane.
On désigne par corner (« coin »), le point géographique où les frontières de plusieurs États convergent à angle droit les unes par rapport aux autres. Le « Cameron Corner » est l'un des quatre corners australiens avec le Haddon Corner, le Poeppel Corner et le Surveyor Generals Corner.
Il porte le nom de John Brewer Cameron, le responsable  de l'équipe qui pendant deux ans (1880 et 1881) plaça un piquet de bois tous les miles entre les États du Queensland et de Nouvelle-Galles du Sud et qui construisit un poste à cet emplacement en septembre 1880.
La région avait déjà été explorée par le capitaine Charles Sturt en 1844 alors qu'il était à la recherche d'une mer intérieure au centre de l'Australie.
Selon le Brisbane Courier Mail, le seul résident de l'endroit est Bill Mitchell, qui est le gérant du magasin local et le gardien du terrain de golf à trois trous sur les trois pays. Il semblerait selon le quotidien que ce soit le seul salarié du Queensland dont l'adresse postale soit en Nouvelle-Galles du sud et le téléphone en Australie méridionale.
La Dingo Fence passe à proximité immédiate du Cameron Corner (la cloture est à environ 20 m du poteau) en suivant la frontière de la Nouvelle-Galles du sud.

## Sources
- (en) Cet article est partiellement ou en totalité issu de l’article de Wikipédia en anglais intitulé « Cameron Corner » (voir la liste des auteurs).